# Národní vláda (1935–1937)
Národní vláda úřadující v letech 1935 až 1937 byla třetí národní vládou Spojeného království. Zasedli v ní členové Konzervativní strany, Liberální národní strany a národních labouristů; kabinet ale fakticky ovládali konzervativci. Vláda byla jmenována po výměně na postu premiéra, kdy národního labouristu Ramsaye MacDonalda vystřídal konzervativec Stanley Baldwin. Ve všeobecných volbách na podzim 1935 vláda uhájila svou silnou pozici v Dolní sněmovně. Se smíšenými výsledky se potýkala s nástupem agresivity Německa, Itálie a Japonska. Roku 1936 do jejího úřadování zasáhla také abdikační krize, kvůli níž musel odstoupit nový král Eduard VIII. Roku 1937 Baldwin odešel na odpočinek a jeho nástupcem v křesle premiéra se stal Neville Chamberlain, který sestavil čtvrtou národní vládu.

## Legitimita vlády[p 1]
| Vládní strana            | Hlasy ve volbách | % zisk | Mandáty v Dolní sněmovně | Křesla v kabinetu | Vůdce strany     |
| ------------------------ | ---------------- | ------ | ------------------------ | ----------------- | ---------------- |
| Konzervativní strana     | 10 025 083       | 47,8 % | 387/615                  | 13                | Stanley Baldwin  |
| Liberální národní strana | 784 608          | 3,7 %  | 33/615                   | 3                 | Sir John Simon   |
| Národní labouristé       | 321 028          | 1,5 %  | 8/615                    | 3                 | Ramsay MacDonald |
| Vládní strany celkem     | 11 183 908       | 51,8 % | 429/615                  | 19                | Stanley Baldwin  |

## Seznam členů kabinetu
| Úřad                           | Člen kabinetu        | Strana               | Nástup do úřadu    | Odchod z úřadu     |
| ------------------------------ | -------------------- | -------------------- | ------------------ | ------------------ |
| Premiér                        | Stanley Baldwin      | Konzervativní strana | 7. června 1935     | 28. května 1937    |
| Lord prezident Státní rady     | Ramsay MacDonald     | Národní labouristé   | 7. června 1935     | 28. května 1937    |
| Lord kancléř                   | Vikomt Hailsham      | Konzervativní strana | 7. června 1935     | 28. května 1937    |
| Lord strážce pečeti            | Markýz z Londonderry | Konzervativní strana | 7. června 1935     | 22. listopadu 1935 |
| Lord strážce pečeti            | Vikomt Halifax       | Konzervativní strana | 22. listopadu 1935 | 28. května 1937    |
| Ministr zahraničí              | Sir Samuel Hoare     | Konzervativní strana | 7. června 1935     | 18. prosince 1935  |
| Ministr zahraničí              | Anthony Eden         | Konzervativní strana | 22. prosince 1935  | 28. května 1937    |
| Ministr vnitra                 | Sir John Simon       | Liberální národní    | 7. června 1935     | 28. května 1937    |
| Ministr kolonií                | Malcolm MacDonald    | Národní labouristé   | 7. června 1935     | 22. listopadu 1935 |
| Ministr kolonií                | James H. Thomas      | Národní labouristé   | 22. listopadu 1935 | 22. května 1936    |
| Ministr kolonií                | William Ormsby-Gore  | Konzervativní strana | 28. května 1936    | 28. května 1937    |
| Ministr války                  | Vikomt Halifax       | Konzervativní strana | 7. června 1935     | 22. listopadu 1935 |
| Ministr války                  | Duff Cooper          | Konzervativní strana | 22. listopadu 1935 | 28. května 1937    |
| Ministr pro Indii              | Markýz ze Zetlandu   | Konzervativní strana | 7. června 1935     | 28. května 1937    |
| Ministr letectva               | Vikomt Swinton       | Konzervativní strana | 7. června 1935     | 28. května 1937    |
| Ministr dominií                | James H. Thomas      | Národní labouristé   | 7. června 1935     | 22. listopadu 1935 |
| Ministr dominií                | Malcolm MacDonald    | Národní labouristé   | 22. listopadu 1935 | 28. května 1937    |
| Ministr pro Skotsko            | Sir Godfrey Collins  | Liberální národní    | 7. června 1935     | 29. října 1936     |
| Ministr pro Skotsko            | Walter Elliot        | Konzervativní strana | 29. října 1936     | 28. května 1937    |
| Kancléř státní pokladny        | Neville Chamberlain  | Konzervativní strana | 7. června 1935     | 28. května 1937    |
| Ministr bez portfeje           | Anthony Eden         | Konzervativní strana | 7. června 1935     | 22. prosince 1935  |
| Ministr bez portfeje           | Lord Eustace Percy   | Konzervativní strana | 7. června 1935     | 31. března 1936    |
| První lord admirality          | Vikomt Monsell       | Konzervativní strana | 7. června 1935     | 5. června 1936     |
| První lord admirality          | Sir Samuel Hoare     | Konzervativní strana | 5. června 1936     | 28. května 1937    |
| Předseda obchodní rady         | Walter Runciman      | Liberální národní    | 7. června 1935     | 28. května 1937    |
| Prezident Úřadu pro vzdělávání | Oliver Stanley       | Konzervativní strana | 7. června 1935     | 28. května 1937    |
| Ministr zdravotnictví          | Sir Kingsley Wood    | Konzervativní strana | 7. června 1935     | 28. května 1937    |